# Casa Fisichella
Fisichella es una casa noble italiana, perteneciente a la nobleza siciliana.
Los miembros de la familia incluyen varios jueces y prelados, entre ellos un juez de la Corte Suprema del Reino de Sicilia y un arzobispo de la Iglesia católica.

## Historia
Casa Fisichella, originaria del Val di Catania, mucho tiempo ha sido prominente en los campos de la diplomacia, jurisprudencia, filosofía y teología.
Entre los antepasados de la familia, a principios del siglo XVII Domenico Fisichella era capellán en el monasterium álbum de Campanarazzu, Misterbianco, y más tarde en la iglesia local de San Nicolás, mientras Francesco Fisichella fue embajador de la ciudad de Catania a la corte real de Madrid desde 1671.
En el siglo XVIII, dos miembros renombrados de la familia eran ambos nombrados Giuseppe Fisichella: el mayor referido como «señor don» alrededor de 1718, mientras que el más joven, a saber, Giuseppe Maria Fisichella, se desempeñó como juez de la Corte Suprema del Reino de Sicilia en los años 1770, 1771, 1772 y 1782.
Entre sus sobrinos, en el siglo XIX un homónimo era «giudice circondariale» (es decir, comisario y juez) de Centorbi y Mascali, en 1826 y 1830, respectivamente, mientras que Ignazio Fisichella era secretario de la Fiscalía General del Reino de Italia en la corte de apelación de Catania, y más tarde secretario de la corte civil y penal de Nicosia.
Entretanto, tres miembros de la familia han sido prominentes en otros campos, como Francesco Fisichella (nacido en 1841), sacerdote, filósofo y jurista, Domenico Fisichella (nacido en 1935), académico e influyente político, ministro y luego senador de la República italiana, y Salvatore Fisichella (nacido en 1943), renombrado tenor operístico.
En el siglo XX, dos ramas cadetes se bifurcaron de la línea principal, cuya sede familiar se encuentra en Militello in Val di Catania, trasladandose a Lombardía y Lacio, respectivamente; el primero está representado por Rino Fisichella (nacido en 1951), académico, teólogo y arzobispo de la Iglesia católica, mientras que el segundo por Giancarlo Fisichella (nacido en 1973), piloto famoso de Formula 1 y otras categorías de automovilismo.

## En la cultura popular
Un misterioso "barón Fisichella" aparece varias veces en la novela histórica de Leonardo Sciascia El concilio de Egipto, interpretado en la película homónima por Gilberto Idonea.

### Literatura heráldica
- Annuario della nobiltà italiana [Anuario de la nobleza italiana] (en italiano), Giovan Battista di Crollalanza (32ª edición), Teglio, 2014 [1878], Índice.
- Palizzolo Gravina, Vincenzo (1875) [1871], Il blasone in Sicilia, ossia raccolta araldica [El blasón en Sicilia, o sea, recopilación heráldica] (en italiano), Palermo: Visconti & Huber, pp. 183, 482, consultado el 22 de abril de 2022.
- Mango, Antonino (1912), «Da Fiorenza a Fontanetta» [De Fiorenza a Fontanetta], Nobiliario di Sicilia [Nobiliario de Sicilia] (en italiano), Palermo: A. Reber, archivado desde el original el 23 de septiembre de 2015, consultado el 22 de abril de 2022.

### No-ficción
- Ligresti, Domenico (2006), «Le nobiltà e la vita nobile nel sistema cortigiano europeo» [Las noblezas y la vida noble en el sistema cortesano europeo], Sicilia aperta (secoli XV-XVII): Mobilità di uomini e idee [Sicilia abierta (siglos XV-XVII): Movilidad de hombres e ideas] (en italiano), Palermo: Associazione Mediterranea, p. 115, ISBN 8890239328, consultado el 22 de abril de 2022.
- Ventura, Piero (Octubre 2009), L'Arciconfraternita dello Spirito Santo dei Napoletani a Roma tra XVI e XVIII secolo (en italiano), Roma: Aracne, p. 241, ISBN 978-88-548-2778-3, consultado el 22 de abril de 2022.
- Cancila, Rossella (2013), Autorità sovrana e potere feudale nella Sicilia moderna [Autoridad soberana y poder feudal en la Sicilia moderna] (en italiano), Palermo: Associazione Mediterranea, p. 194, ISBN 978-88-96661-39-0, consultado el 22 de abril de 2022.

### Ficción histórica
- Sciascia, Leonardo (1989) [1963], Il consiglio d'Egitto [El concilio de Egipto] (en italiano) (3ª edición), Milán: Adelphi, ISBN 9788845973598, consultado el 22 de abril de 2022.

### Crónica
- Ripartimento Polizia (1826), «Repertorio anno 1826», Repertori del Ripartimento Polizia (en italiano) (Real Segreteria di Stato presso il Luogotenente Generale in Sicilia), consultado el 22 de abril de 2022.
- Ripartimento Polizia (1830), «Repertorio anno 1830», Repertori del Ripartimento Polizia (en italiano) (Real Segreteria di Stato presso il Luogotenente Generale in Sicilia): 33, 46, 106, consultado el 22 de abril de 2022.
- «Supplemento al N. 149», Gazzetta Ufficiale del Regno d'Italia (en italiano) (N. 77 del 1876), Roma: Eredi Botta, 1 de abril de 1876, p. 40, consultado el 22 de abril de 2022.
- Boglino, Luigi (1889), I manoscritti della Biblioteca comunale di Palermo (en italiano) II, Palermo: Virzì, pp. 26, 47, 239, 325, consultado el 22 de abril de 2022.
- Gazzetta Ufficiale del Regno d'Italia (en italiano) (N. 287 del 1897 (254–303)), Roma: Eredi Botta, 11 de diciembre de 1897, p. 5743, consultado el 22 de abril de 2022.